# Nature morte à la raie et au panier d'oignons
Nature morte à la raie et au panier d'oignons – ou Coin d'office – est un tableau réalisé par le peintre français Jean Siméon Chardin en 1731. Cette huile sur toile est une nature morte qui représente une table de cuisine sur laquelle sont notamment posés, sous une raie et un panier d'oignons suspendus à un crochet, un chaudron en cuivre, une volaille, du fromage et trois œufs. Autrefois la propriété de Jacques Doucet, qui la revend en 1912, l'œuvre est conservée au musée Angladon d'Avignon, dans le Vaucluse.
Une autre version de la peinture se trouve au North Carolina Museum of Art, à Raleigh, en Caroline du Nord. Une troisième fait partie des collections du Wadsworth Atheneum, à Hartford, dans le Connecticut, également aux États-Unis.

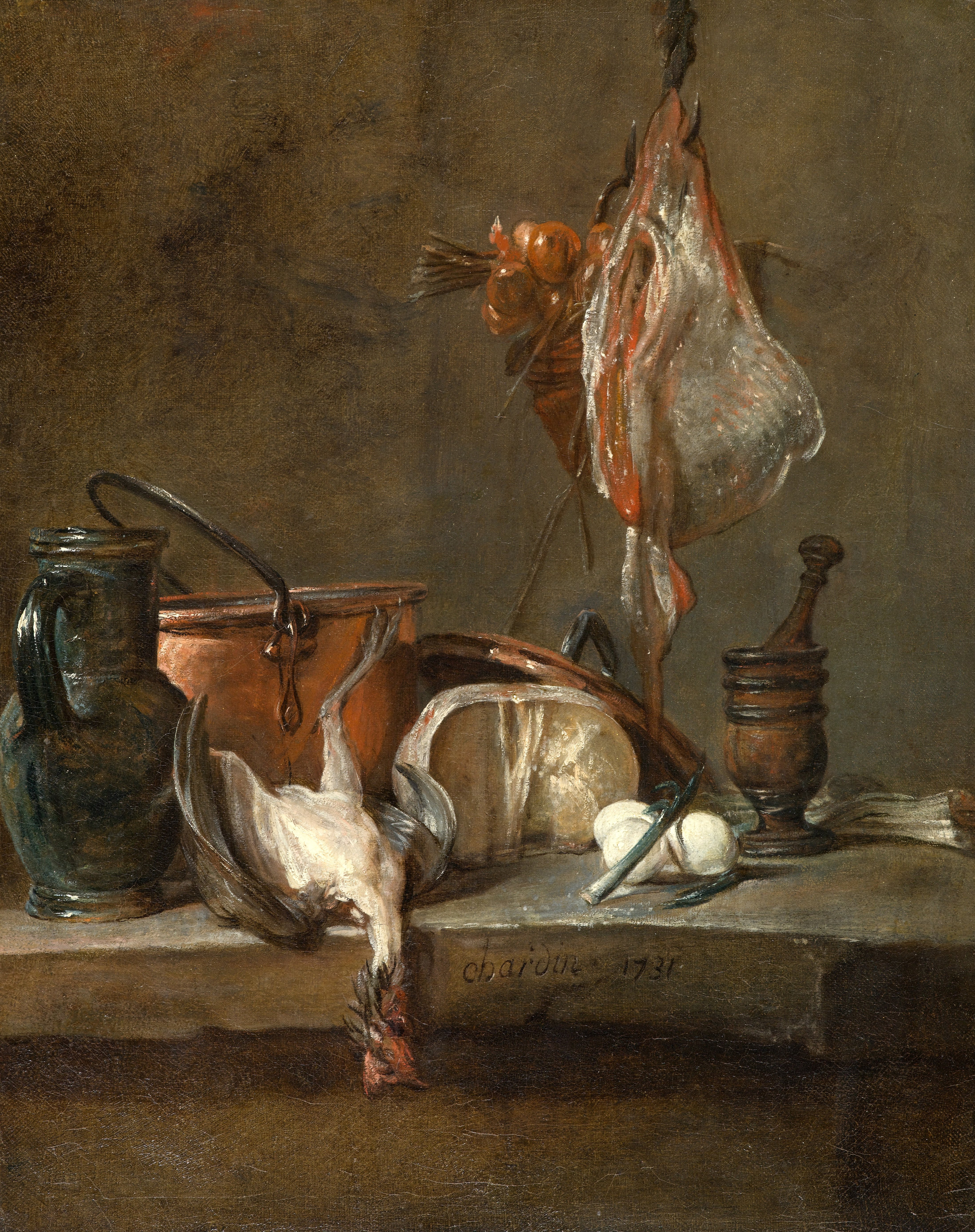
Nature morte à la raie et au panier d'oignons, 1731 – North Carolina Museum of Art, Raleigh.
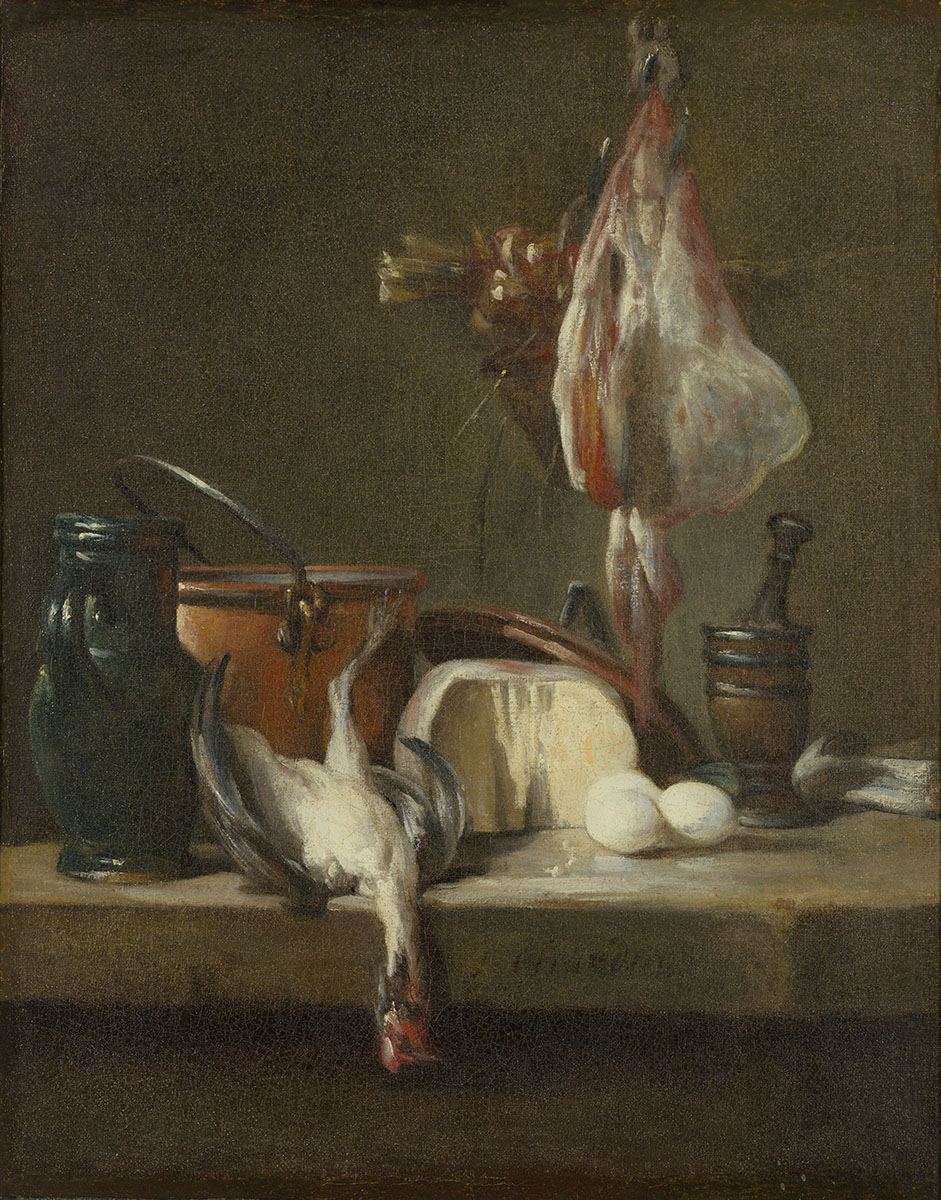
Nature morte à la raie et au panier d'oignons, vers 1732 – Wadsworth Atheneum, Hartford.